# Artemisia manshurica
Artemisia manshurica là một loài thực vật có hoa trong họ Cúc. Loài này được (Kom.) Kom. mô tả khoa học đầu tiên năm 1932.